# Paloue riparia
Paloue riparia là một loài thực vật có hoa trong họ Đậu. Loài này được Pulle miêu tả khoa học đầu tiên.